# Shutesbury (Massachusetts)
Shutesbury est une ville du Comté de Franklin dans l’État du Massachusetts.
Elle a été incorporée en 1761.
Sa population était de 1 717 habitants en 2020.